# Dreadnought (Schiff, 1906)
HMS Dreadnought (englisch für „Fürchtenichts“) war ein Schlachtschiff der Royal Navy. Das Schiff, das von 1906 bis 1920 in der britischen Marine diente, war das erste Schiff des nach ihm benannten neuartigen Dreadnought-Typs und gilt somit als Urahn aller Schlachtschiffe des 20. Jahrhunderts.

## Geschichte

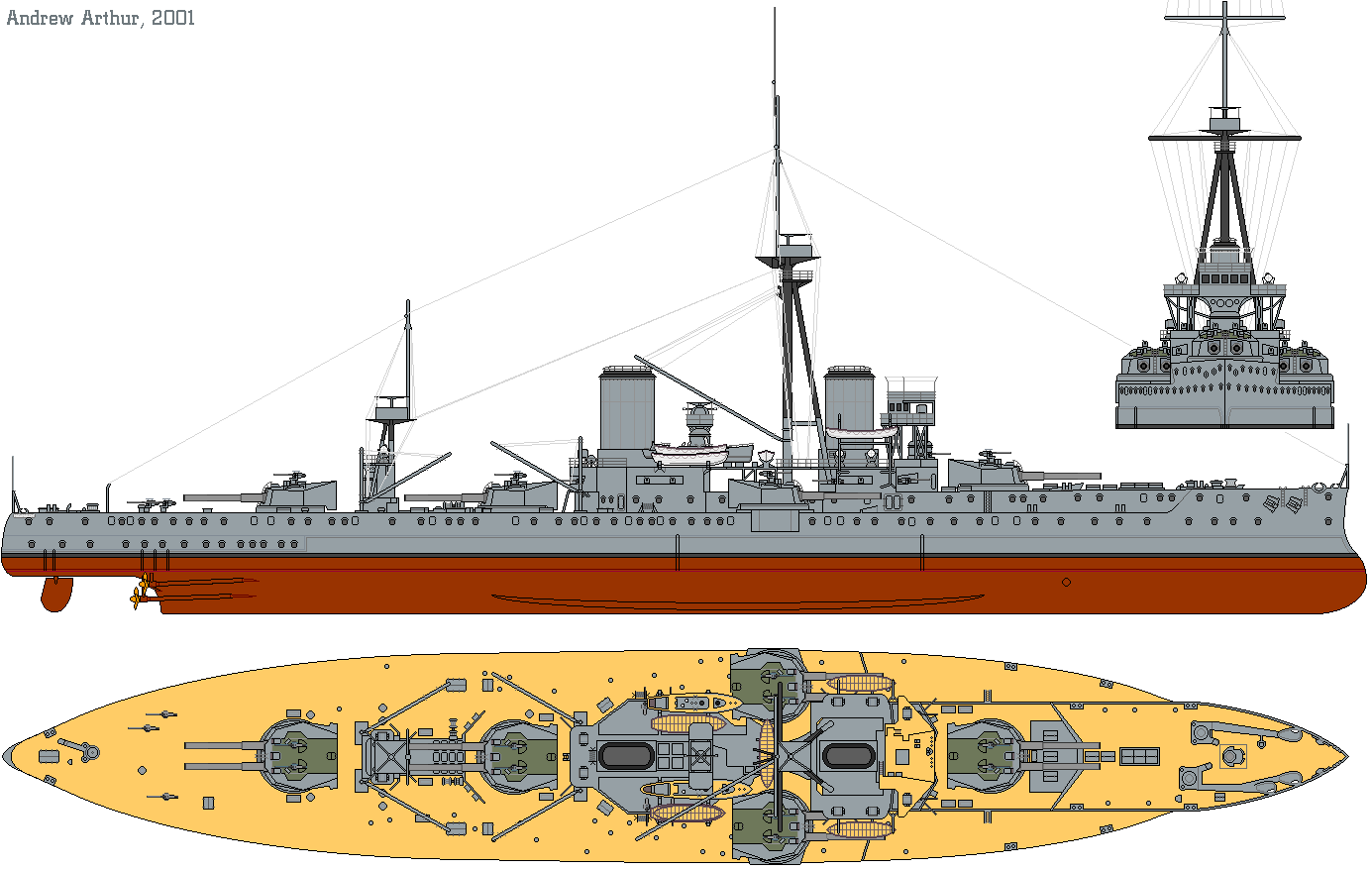
Profilzeichnung

Die Entwicklung der Geschütztechnik in den späten 1890er und frühen 1900er Jahren, die im Vereinigten Königreich von Percy Scott und in den Vereinigten Staaten von William S. Sims vorangetrieben wurde, führte bereits dazu, dass die erwarteten Schussreichweiten auf bis zu 5.500 m stiegen, was die Kanoniere zwang, den Einschlag der Granaten abzuwarten, bevor sie Korrekturen für die nächste Salve vornehmen konnten. Ein weiteres Problem bestand darin, dass die Granaten, die von den zahlreichen kleineren Waffen abgeschossen wurden, beim Einschlag ins Wasser so große Fontänen erzeugten, dass die Einschläge der größeren Geschütze dadurch verdeckt wurden. Entweder mussten die kleineren Geschütze ihr Feuer zurückhalten, um auf die langsamer feuernden schweren Geschütze zu warten, wodurch der Vorteil ihrer schnelleren Feuerrate verloren ging, oder es war nicht sicher, ob ein Einschlag von einem schweren oder einem leichten Geschütz stammte, was die Entfernungsmessung und das Anvisieren schwieriger machte. Ein weiteres Argument, das für größere Geschütze mit einheitlichem Kaliber sprach, war die Entwicklung von lenkbaren Torpedos mit Eigenantrieb. Durch deren erhöhtes Gefahrenpotential wurden die Schiffe davon abgehalten, die Distanz zum Gegner auf Schussweite der kleineren Geschütze zu verringern. Das Offenhalten der Reichweite negierte im Allgemeinen die Bedrohung durch Torpedos und verstärkte den Bedarf an schweren Geschützen.
1903 formulierte der italienische Marineingenieur Vittorio Cuniberti erstmals in schriftlicher Form das Konzept eines Schlachtschiffs mit ausschließlich großen Kanonen. Als die italienische Marine seine Ideen nicht weiterverfolgte, schrieb Cuniberti einen Artikel in Jane’s Fighting Ships, in dem er sein Konzept verteidigte. Er schlug ein „ideales“ zukünftiges britisches Schlachtschiff von 17.000 britischen Tonnen vor, mit einer Hauptbatterie von einem Dutzend 300-mm-Geschützen in acht Türmen, einer 300-mm-Gürtelpanzerung und einer Geschwindigkeit von 24 Knoten (44 km/h).
Die Royal Navy, die kaiserliche japanische Marine und die United States Navy erkannten diese Probleme bereits vor 1905. Die Royal Navy änderte die Konstruktion der Schlachtschiffe der Lord-Nelson-Klasse, um eine sekundäre Bewaffnung mit 230-mm-Geschützen einzubauen, die auf größere Entfernungen schießen konnten als die 150-mm-Geschütze älterer Schiffe, aber ein Vorschlag, sie ausschließlich mit 300-mm-Geschützen auszurüsten, wurde abgelehnt. Das japanische Schlachtschiff Satsuma wurde fünf Monate vor der Dreadnought als reines Großkaliber-Schlachtschiff auf Kiel gelegt, konnte aber wegen Waffenmangels nur mit vier der geplanten zwölf 305-mm-Kanonen ausgerüstet werden. Die Amerikaner begannen 1904 etwa zur gleichen Zeit mit dem Entwurf eines Schlachtschiffs mit Einheitskaliber, aber die Arbeiten gingen nur langsam voran, und die beiden Schlachtschiffe der South-Carolina-Klasse wurden erst im März 1906 in Auftrag gegeben, einen Monat nach dem Stapellauf der Dreadnought.
Die Erfindung der Dampfturbine durch Charles Algernon Parsons im Jahr 1884 führte zu einer erheblichen Steigerung der Schiffsgeschwindigkeit. 1897 führte er anlässlich des diamantenen Thronjubiläums von Königin Victoria in Spithead seine Jacht Turbinia mit einer Geschwindigkeit von bis zu 34 Knoten (63 km/h) vor. Nach weiteren Versuchen mit den beiden turbinengetriebenen Zerstörern Viper und Cobra und den positiven Erfahrungen mit mehreren kleinen Passagierschiffen mit Turbinen wurde die Dreadnought mit Turbinen bestellt.
Die Schlacht im Gelben Meer und die Schlacht bei Tsushima wurden vom Fisher-Ausschuss analysiert, wobei Kapitän William Pakenham feststellte, dass das „300-mm-Geschützfeuer“ beider Seiten Treffsicherheit und Präzision bewies, während 250-mm-Granaten unbemerkt vorbeiflogen. John Fisher wollte, dass sein Ausschuss seine Vorstellungen von einem Kriegsschiff, das sowohl über eine Geschwindigkeit von 21 Knoten als auch über 300-mm-Kanonen verfügte, bestätigte und umsetzte. Daher wies er darauf hin, dass Admiral Tōgō Heihachirō in der Schlacht von Tsushima in der Lage gewesen war, das Crossing-the-T-Manöver aufgrund seiner Geschwindigkeit durchzuführen. Insbesondere der Einsatz auf große Entfernungen (13.000 m) während der Schlacht im Gelben Meer schien zu bestätigen, was die Royal Navy bereits glaubte, obwohl dies vor der Schlacht von keiner anderen Marine bemerkt wurde.
Admiral Fisher schlug in den frühen 1900er Jahren mehrere Entwürfe für Schlachtschiffe mit einheitlicher Bewaffnung vor und stellte Anfang 1904 eine inoffizielle Gruppe von Beratern zusammen, die ihm bei der Entscheidung über die idealen Merkmale helfen sollten. Nach seiner Ernennung zum Ersten Seelord am 21. Oktober 1904 setzte er im Admiralitätsrat die Entscheidung durch, dass das nächste Schlachtschiff mit 300-mm-Kanonen bewaffnet werden und eine Geschwindigkeit von mindestens 21 Knoten haben sollte. Im Januar 1905 berief er einen „Ausschuss für Entwürfe“ ein, dem viele Mitglieder seiner informellen Gruppe angehörten, um die verschiedenen Entwurfsvorschläge zu bewerten und den Entwurfsprozess zu unterstützen. Obwohl er nominell unabhängig war, diente er dazu, Kritik an Fisher und dem Admiralitätsrat abzuwehren, da er keine anderen Optionen als die von der Admiralität bereits beschlossenen in Betracht ziehen konnte. Fisher ernannte alle Mitglieder des Ausschusses und war dessen Vorsitzender.
Der Ausschuss beriet über die Anordnung der Hauptbewaffnung, wobei er jegliche Überfeuerung wegen der Auswirkungen des Mündungsknalls auf die offenen Visierhauben auf dem Turmdach darunter ablehnte, und entschied sich am 18. Januar 1905 für einen Turbinenantrieb anstelle von Dampfmaschinen, um 1.100 t an Gesamtverdrängung einzusparen. Vor seiner Auflösung am 22. Februar erörterte er eine Reihe weiterer Fragen, darunter die Anzahl der Wellen (bis zu sechs wurden in Erwägung gezogen), die Größe der Torpedobootsbewaffnung und vor allem den Einbau von Längsschotten zum Schutz der Magazine und Granatenräume vor Unterwasserexplosionen. Dies wurde für notwendig erachtet, nachdem das russische Schlachtschiff Zessarewitsch während des Russisch-Japanischen Krieges einen japanischen Torpedotreffer dank seines schweren Innenschotts überstanden haben soll. Um die Verdrängung des Schiffes nicht zu erhöhen, wurde die Dicke des Wasserliniengürtels um 125 mm reduziert.
Der Ausschuss schloss seine Beratungen am 22. Februar 1905 ab und berichtete im März desselben Jahres über seine Ergebnisse. Aufgrund des experimentellen Charakters des Entwurfs wurde beschlossen, mit der Vergabe von Aufträgen für weitere Schiffe zu warten, bis die Dreadnought und ihre Erprobung abgeschlossen waren. Nach Fertigstellung des Entwurfs befasste man sich mit der Rumpfform, die im Versuchsschiffstank der Admiralität in Gosport getestet wurde. Es waren sieben Wiederholungen erforderlich, bevor die endgültige Rumpfform ausgewählt wurde. Anschließend begann ein Team von drei Ingenieursassistenten und 13 Zeichnern detaillierte Baupläne anzufertigen. Um den Bau des Schiffes zu beschleunigen, wurde die innere Struktur des Rumpfes so weit wie möglich vereinfacht, wobei versucht wurde, eine begrenzte Anzahl von Standardplatten zu verwenden, die sich nur in ihrer Dicke unterschieden.
Die Dreadnought war das sechste Schiff der Royal Navy, das diesen Namen trug. Um Admiral Fishers Ziel zu erreichen, das Schiff in einem einzigen Jahr fertigzustellen, wurde das Material im Voraus gelagert, und ab Mai 1905 wurde ein großer Teil der Vorfertigung durchgeführt, bevor das Schiff am 2. Oktober 1905 offiziell auf Helling No. 5 auf Kiel gelegt wurde. Zusätzlich baute man an Teilen des Schiffes an der königlichen Werft in Portsmouth, die als die schnellste Werft der Welt galt. Die Slipanlage wurde vor neugierigen Blicken abgeschirmt, und es wurde versucht, den Eindruck zu erwecken, dass sich die Konstruktion nicht von anderen Kriegsschiffen unterschied. Als das Schiff auf Kiel gelegt wurde, waren bereits 1.100 Männer beschäftigt, doch schon bald stieg diese Zahl auf 3.000 an. Während beim Bau von früheren Schiffen eine 48-Stunden-Woche galt, herrschte beim Bau der Dreadnought eine 69-Stunden-Woche, wobei von 06:00 bis 18:00 Uhr gearbeitet wurde, einschließlich obligatorischer Überstunden mit nur 30 Minuten Mittagspause. Zwar wurde erwogen, die bei den Männern unbeliebten langen Arbeitszeiten durch Doppelschichten abzumildern, doch war dies aufgrund des Arbeitskräftemangels nicht möglich. Am sechsten Tag (7. Oktober) waren die ersten Schotten und die meisten Träger des Mitteldecks fertiggestellt. Am 20. Tag war der vordere Teil des Bugs in Position und die Beplankung des Rumpfes war in vollem Gange. Am 55. Tag waren alle Träger des Oberdecks angebracht und am 83. Tag die Platten des Oberdecks. Am 125. Tag (4. Februar) war der Rumpf fertig.
Nach nur vier Monaten Bauzeit wurde die Dreadnought am 10. Februar 1906 von König Eduard VII. mit einer Flasche australischen Weins getauft. Es bedurfte mehrerer Schläge, um die Flasche am Bug zu zerschmettern. Als Zeichen für die Bedeutung des Schiffes war der Stapellauf als großes, aufwändiges Fest geplant. Da der Hof jedoch noch immer um den zwölf Tage zuvor verstorbenen Christian IX. trauerte, dem Vater Königin Alexandras, nahm sie nicht daran teil, und es fand eine eher nüchterne Veranstaltung statt. Nach dem Stapellauf erfolgte die Ausstattung des Schiffes im Dock Nr. 15. Der Bau des Schiffes kostete 1.785.683 £, andere Quellen geben jedoch 1.783.883 £ und 1.672.483 £ an.

## Tests
Die Besatzung des Schiffes bestand aus 695 Offizieren und Mannschaft.
Am 1. Oktober 1906 wurde der Dampf aufgedreht, und am 3. Oktober 1906, nur ein Jahr und einen Tag nach dem Baubeginn, stach das Schiff zu zweitägigen Probefahrten von Devonport aus in See. Am 9. Oktober unternahm die Dreadnought vor Polperro an der Küste Cornwalls eine achtstündige Erprobung unter Volldampf, bei der sie eine Durchschnittsgeschwindigkeit von 20,05 Knoten und 21,6 Knoten auf eine Seemeile erreichte. Sie kehrte nach Portsmouth zurück, wo sie Kanonen- und Torpedoerprobungen durchführte, bevor sie endgültig fertig gestellt wurde. Am 11. Dezember 1906, fünfzehn Monate nach ihrer Kiellegung, wurde sie in die Flotte aufgenommen. Die Vermutung, dass der Bau der Dreadnought durch die Verwendung von Kanonen und/oder Türmen beschleunigt wurde, die ursprünglich für die Vorgängerschiffe der Lord-Nelson-Klasse entworfen worden waren, ist nicht zutreffend, da die Kanonen und Türme erst im Juli 1905 bestellt wurden. Wahrscheinlicher ist, dass die Geschütztürme und Kanonen der Dreadnought lediglich eine höhere Priorität erhielten als die der Vorgängerschiffe.
Im Dezember 1906 dampfte die Dreadnought zu umfangreichen Tests ins Mittelmeer und legte in der Bucht von Arosa, vor Gibraltar und im Golfo d’Aranci an, bevor sie im Januar 1907 den Atlantik nach Port of Spain überquerte und am 23. März 1907 nach Portsmouth zurückkehrte. Während dieser Reise wurden die Maschinen und Geschütze von Kapitän Reginald Bacon, Fishers ehemaligem Marineassistenten und Mitglied des Konstruktionsausschusses, gründlich überprüft. In seinem Bericht heißt es:

„Kein Mitglied des Konstruktionsausschusses wagte zu hoffen, dass sich alle eingeführten Neuerungen als so erfolgreich erweisen würden, wie es der Fall gewesen war.“

Während dieser Zeit erreichte sie eine Durchschnittsgeschwindigkeit von 17 Knoten (31 km/h) zwischen Gibraltar und Trinidad und 19 Knoten (35 km/h) von Trinidad nach Portsmouth, eine beispiellose Hochgeschwindigkeitsleistung. Diese Probefahrt brachte mehrere Probleme ans Licht, die bei späteren Überholungen behoben wurden, insbesondere der Austausch der Steuermotoren und der Einbau von Kühlanlagen zur Senkung der Temperaturen in den Magazinen (Kordit zersetzt sich bei hohen Temperaturen schneller). Das größte Problem, das nie behoben wurde, war die Tatsache, dass der Fockmast hinter dem vorderen Schornstein platziert war, so dass die Spitze des Ausgucks direkt in die heiße Abgasfahne ragte, was sich sehr nachteilig auf die Kampffähigkeit des Schiffes auswirkte.

## Dienst

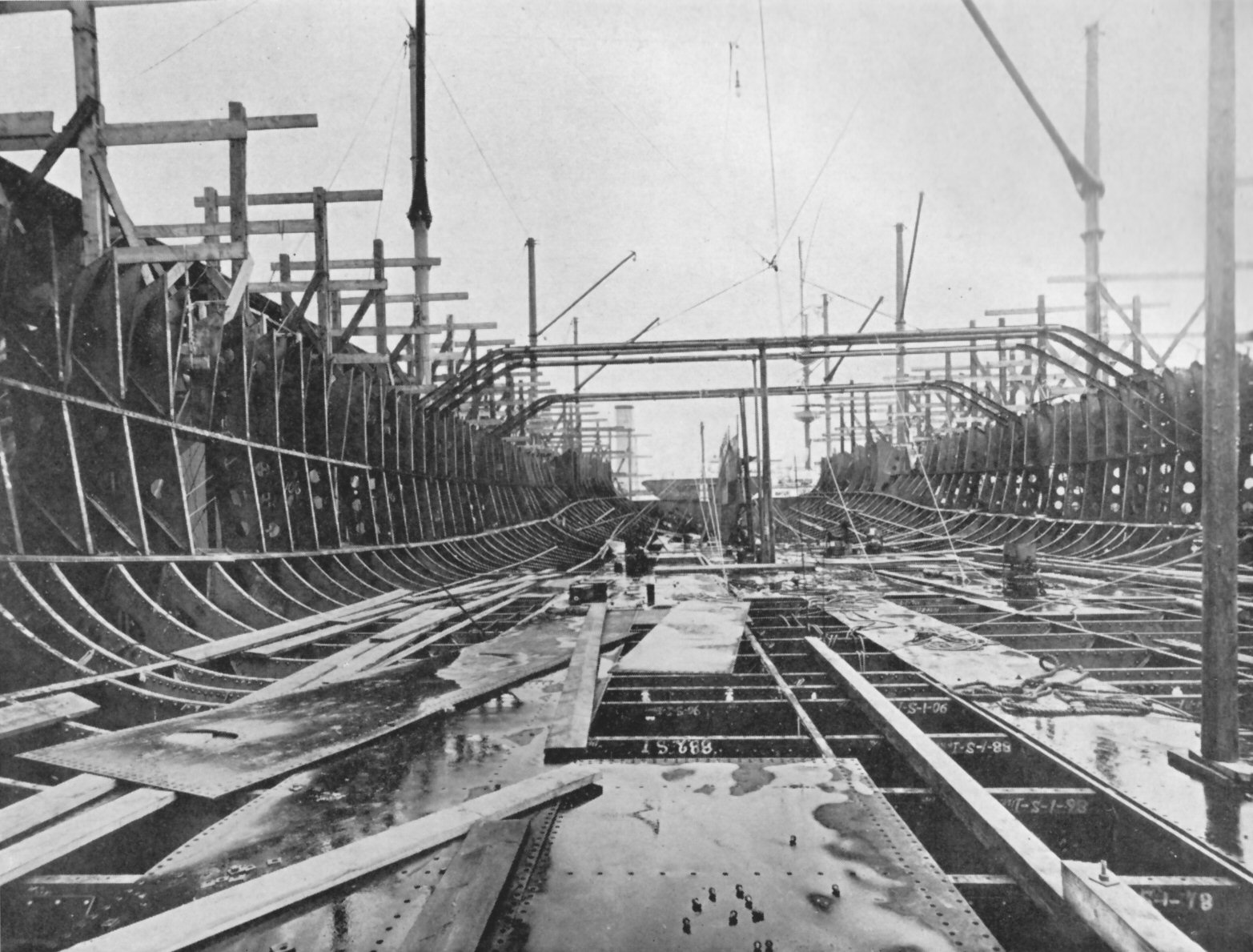
Die Dreadnought zwei Tage nach ihrer Kiellegung. Fast alle unteren Spanten wurden in Position gebracht und teilweise vernietet.

Von 1907 bis 1911 diente die Dreadnought als Flaggschiff der Home Fleet. Im Jahr 1910 erregte sie die Aufmerksamkeit von Horace de Vere Cole, der die Royal Navy überredete, eine Gruppe abessinischer Fürsten zu einer Schiffsbesichtigung einzuladen. In Wirklichkeit handelte es sich bei den „abessinischen Royals“ um einige von Coles Freunden mit Blackfacing und Verkleidung, darunter die junge Virginia Woolf und ihre Freunde von der Bloomsbury Group. Die Geschichte wurde als Dreadnought-Streich bekannt. Cole, der bereits während seines Studiums in Cambridge dem dortigen Bürgermeister als angeblicher Onkel des Sultans von Sansibar einen ähnlichen Streich gespielt hatte, hatte die Dreadnought ausgewählt, weil sie zu jener Zeit das prominenteste und sichtbarste Symbol der britischen Seemacht war.
Im März 1911 wurde sie als Flaggschiff der Heimatflotte von der Neptune abgelöst und der 1. Division der Home Fleet zugeteilt. Sie nahm im Juni 1911 an der Krönungsfeier von König Georg V. teil. Im Dezember 1912 wurde sie zum Flaggschiff des 4. Kampfgeschwaders, nachdem sie von der 1. Division versetzt worden war, die zu Beginn des Jahres in 1. Kampfgeschwader umbenannt worden war. Zwischen September und Dezember 1913 befand sie sich zu Trainingsübungen im Mittelmeer.
Bei Beginn des Ersten Weltkriegs 1914 war sie Flaggschiff des 4. Schlachtgeschwaders in der Nordsee, das in Scapa Flow stationiert war. Am 10. Dezember wurde sie von der Benbow als Flaggschiff abgelöst. Ironischerweise war ihr einziger bedeutender Einsatz für ein Schiff, das für die Bekämpfung feindlicher Schlachtschiffe konzipiert war, die Versenkung des deutschen U-Boots U 29 am 18. März 1915. Nachdem U 29 unmittelbar vor der Dreadnought aufgetaucht und einen Torpedo auf die Neptune abgefeuert hatte, schnitt die Dreadnought das deutsche Boot nach einer kurzen Verfolgungsjagd in zwei Teile. Dabei kollidierte sie fast mit der Temeraire, die ebenfalls versucht hatte, das U-Boot zu rammen. Die Dreadnought wurde damit zum einzigen Schlachtschiff, das jemals ein feindliches U-Boot gezielt versenkt hat. Vom 18. April bis zum 22. Juni 1916, also genau während der Skagerrakschlacht, wurde sie in Portsmouth aufgerüstet, so dass sie am wichtigsten Flottengefecht des Krieges nicht teilnehmen konnte. Am 9. Juli wurde die Dreadnought zum Flaggschiff des 3. Schlachtgeschwaders, das in Sheerness stationiert war und zu einer Gruppe von Pre-Dreadnoughts gehörte, die der Bedrohung durch die Küstenbombardierung durch deutsche Schlachtkreuzer entgegenwirken sollten. Während dieser Zeit schoss sie mit ihren Flakgeschützen auf deutsche Flugzeuge, die auf dem Weg nach London über sie hinwegflogen. Im März 1918 kehrte sie zur Grand Fleet zurück und nahm ihre Rolle als Flaggschiff des 4. Schlachtgeschwaders wieder auf, wurde aber bereits am 7. August 1918 in Rosyth abgemustert. Am 25. Februar 1919 wurde sie als Tender Hercules wieder in Dienst gestellt und diente als Mutterschiff für die Reserve.

## Technik

### Schiffsmaße
Die Dreadnought hatte eine Gesamtlänge von 160,6 m, eine Breite von 25 m und einen Tiefgang von 9 m. Die Verdrängung lag zwischen 18.410 und 21.060 t.

### Antrieb
Die Dreadnought war das erste Schlachtschiff, das Turbinen anstelle der älteren Dampfmaschinen mit dreifacher Expansion einsetzte. Die Dreadnought war mit vier Parsons-Turbinen Direktantrieb ausgestattet, die vier Dreiblattpropeller mit einem Durchmesser von 2,70 m antrieben und insgesamt 23.000 Shp (17.000 kW) entwickelten, mit der sie eine Höchstgeschwindigkeit von 21 Knoten (39 km/h) erreichte. Der Dampf wurde von 18 Babcock & Wilcox-Wasserrohrkessel mit einem Arbeitsdruck von 1.724 kPa geliefert. Das Schiff konnte maximal 2.900 tn.l. Kohle oder 1.120 tn.l. Heizöl mitführen, was ihm bei 10 Knoten (19 km/h) eine Reichweite von 6.620 Seemeilen (12.260 km) ermöglichte. Bei der Probefahrt am 9. Oktober 1906 erreichte das Schiff mit 27.018 PS (20.147 kW) 21,6 Knoten (40,0 km/h).

### Bewaffnung

#### Hauptbewaffnung

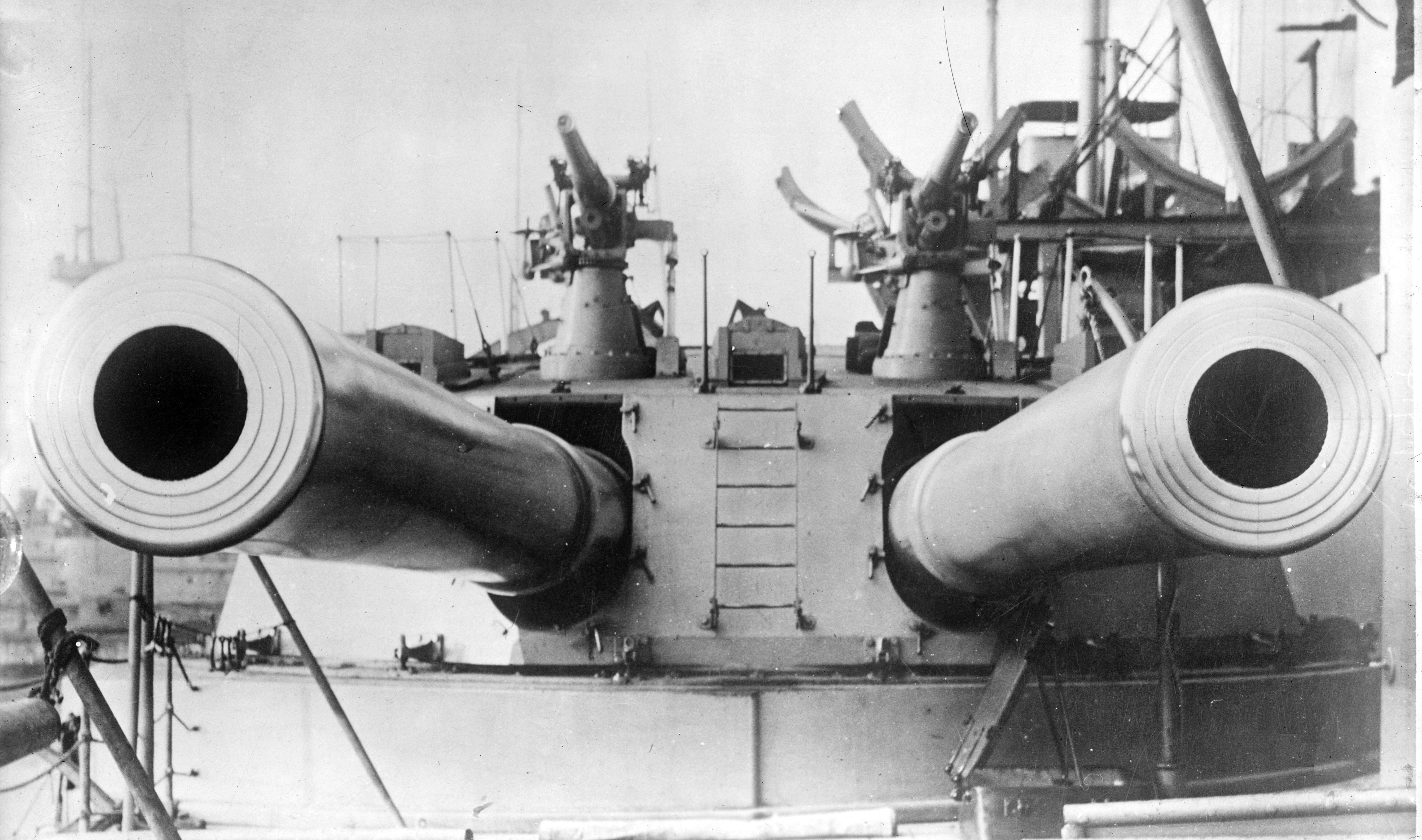
Hauptbewaffnung

Die Hauptbewaffnung bestand aus zehn 305-mm-Geschützen in fünf Mk-BVIII-Zwillingsgeschütztürmen mit einem Gewicht von 500 tn.l. Die Türme(„A“), („X“ und „Y“) befanden sich vor und hinter den Aufbauten. Zwei Flügeltürme („P“ und „Q“) befanden sich jeweils backbord und steuerbord der vorderen Aufbauten. Die 14 m langen Geschütze hatten einen Seitenrichtbereich von −150 bis +150 Grad. Die Kanonen selbst wogen 58 tn.l. und hatten bei einer maximalen Elevation von 13,5° und einer Mündungsgeschwindigkeit von 831 m/s eine Reichweite von 17.236 m. Sie verschossen 390 kg schwere Geschosse mit einer Mündungsgeschwindigkeit von 831 m/s, was eine maximale Reichweite von 15.040 m mit panzerbrechenden (AP) 2-crh-Geschossen ergab. Bei Verwendung der aerodynamischeren, aber etwas schwereren 4-crh-AP-Granaten erhöhte sich die Reichweite auf 17.240 m. Die Feuerrate dieser Geschütze betrug etwa zwei Schuss pro Minute. Die Schiffe hatten 80 Schuss pro Geschütz an Bord. Die seitliche Ausrichtung erfolgte mit einer Geschwindigkeit von 4 Grad pro Sekunde. Die Erhöhung und Absenkung der Rohre erfolgte mit einer Geschwindigkeit von 3 Grad pro Sekunde. Die Dreadnought konnte mit acht Kanonen eine Breitseite zwischen 60° vor und 50° achtern abfeuern. Außerhalb dieser Grenzen konnte sie achtern sechs und vorne vier Geschütze abfeuern. Bei einem Winkel von 1° nach vorn oder nach achtern konnte sie sechs Geschütze abfeuern, wobei sie allerdings die Aufbauten durch die Explosion beschädigt hätte.

#### Sekundärbewaffnung
Die Sekundärbewaffnung bestand anfangs aus siebenundzwanzig 72-mm-12-Pfünder-18-cwt-Mark-I-Schnellfeuerkanonen. Die Kanonen hatten einen Elevationsbereich zwischen −10° und +20°. Sie verschossen 5,7 kg schwere Geschosse mit einer Mündungsgeschwindigkeit von 810 m/s. Die Kanonen hatten eine Feuerrate von 20 Schuss pro Minute. Das Schiff hatte für jedes Geschütz dreihundert Schuss an Bord. Ursprünglich war geplant, die acht Geschütze auf dem Vorschiff und dem Achterdeck zu demontieren und sie bei Tageslicht auf dem Deck zu verstauen, um zu verhindern, dass sie durch den Mündungsknall der Hauptgeschütze beschädigt werden. Die Erprobung der Geschütze im Dezember 1906 erwies sich als schwieriger als erwartet, und die beiden Backbordgeschütze auf dem Vorschiff und das äußere Steuerbordgeschütz auf dem Achterdeck wurden auf die Turmdächer verlegt, so dass jeder Turm über zwei Geschütze verfügte. Die verbleibenden Geschütze auf dem Vorschiff und das äußere Backbordgeschütz auf dem Achterdeck wurden bis Ende 1907 entfernt, wodurch sich die Gesamtzahl der Geschütze auf vierundzwanzig reduzierte. Bei der Überholung im April/Mai 1915 wurden die beiden Geschütze auf dem Dach des A-Turmes wieder an ihren ursprünglichen Positionen auf der Steuerbordseite des Achterdecks installiert. Ein Jahr später wurden die beiden Geschütze an der Rückseite des Aufbaus entfernt, wodurch das Schiff auf zweiundzwanzig Geschütze reduziert wurde. Zwei der Geschütze auf dem Achterdeck wurden für die Flugabwehr mit Hochwinkellafetten versehen, und die beiden Geschütze hinter dem Kommandoturm wurden 1917 entfernt.
1915 wurde auf dem Achterdeck ein Paar 6-cm-QF-6-Pfünder-Hotchkiss-Flugabwehrkanonen auf Hochwinkel-Lafetten montiert. Sie hatten eine maximale Senkung von −8° und eine maximale Elevation von +60°. Die 2,7 kg schwere Granate wurde mit einer Mündungsgeschwindigkeit von 538 m/s verschossen. Sie wurden 1916 durch ein Paar QF-3-inch-20-cwt-Kanonen auf Mark-II-Hochwinkellafetten ersetzt. Diese Geschütze hatten eine maximale Neigung von 10° und eine maximale Elevation von 90°. Sie verschossen eine 5,6-kg-Granate mit einer Mündungsgeschwindigkeit von 767 m/s bei einer Geschwindigkeit von 29 Schuss pro Minute. Ihre maximale effektive Flughöhe betrug 7.200 m.
Die Dreadnought verfügte über fünf 457-mm-Torpedorohre, zwei auf jeder Breitseite und eines im Heck. Für sie wurden dreiundzwanzig Torpedos mitgeführt. Zusätzlich wurden sechs 350-mm-Torpedos für die Patrouillenboote mitgeführt.

### Feuerleitanlage
Die Dreadnought war eines der ersten Schiffe der Royal Navy, das mit Instrumenten zur elektrischen Übertragung von Entfernungs-, Befehls- und Vorhaltinformationen an die Geschütztürme ausgestattet war. Die Leitstände für die Hauptbewaffnung befanden sich im Ausguck des Fockmastes und auf einer Plattform auf dem Dach des Signalturms. Die Daten eines 2,7-m-(9-ft)-Barr-und-Stroud-FQ-2-Entfernungsmessers der sich an jedem Leitstand befand, wurden in einen mechanischen Dumaresq-Rechner eingegeben und elektrisch an die Vickers-Entfernungsuhren in der Sendestation unter jedem Leitstand auf dem Hauptdeck übertragen, wo sie in Entfernungs- und Vorhaltdaten für die Geschütze umgewandelt wurden. Für die Verbindung zwischen Sender und Empfänger wurden Sprachrohre verwendet. Die Zieldaten wurden auch grafisch auf einer Entfernungstafel aufgezeichnet, um den Geschützoffizier bei der Vorhersage der Bewegung des Ziels zu unterstützen. Die Geschütztürme, Sendestationen und Leitstände konnten in nahezu beliebiger Kombination miteinander verbunden werden.
Bei Schießversuchen gegen die Hero 1907 zeigte sich die Anfälligkeit dieses Systems für Geschützfeuer, als der Ausguck zweimal getroffen wurde und ein großer Splitter das Sprachrohr und die gesamte Verkabelung entlang des Mastes durchtrennte. Um dieser Gefahr vorzubeugen, wurde das Feuerleitsystem der Dreadnought bei der Überholung von 1912 bis 1913 umfassend modernisiert. Der Entfernungsmesser im Vorschiff erhielt eine kreiselstabilisierte Argo-Lafette, und A- und Y-Turm wurden so aufgerüstet, dass sie als sekundäre Kontrollpositionen für einen Teil oder die gesamte Hauptbewaffnung dienen konnten. Zusätzlich wurden ein Entfernungsmesser auf der Brücke, ein zweiter auf der Rückseite des Daches von Turm A und ein Dreyer Fire Control Table in der Hauptsendestation installiert. Er kombinierte die Funktionen des Dumaresq und der Entfernungsuhr.
In den Jahren unmittelbar vor dem Ersten Weltkrieg machte die Feuerleittechnik rasche Fortschritte, wovon die wichtigste Entwicklung das Feuerleitsystem darstellte. Es bestand aus einer hoch im Schiff montierten Feuerleitanlage, die den Geschütztürmen über Zeiger Daten lieferte, denen die Turmbesatzung zu folgen hatte. Der Feuerschütze schoss die Geschütze gleichzeitig ab, was die Erkennung von Einschlägen im Wasser erleichterte und die Auswirkungen des Rollens auf die Streuung der Granaten minimierte. Ein Prototyp wurde 1909 eingebaut, war aber wieder entfernt worden, um einen Konflikt mit den Aufgaben der Dreadnought als Flaggschiff der Home Fleet zu vermeiden. Während der Überholung im Mai/Juni 1915 wurden Vorbereitungen für den Einbau eines Sendeleiters getroffen, und jeder Geschützturm erhielt gleichzeitig einen 270-mm-Entfernungsmesser. Das genaue Datum des Einbaus des Entfernungsmessers ist nicht bekannt, außer dass er nicht vor Ende 1915 eingebaut wurde, sondern höchstwahrscheinlich während der Überholung im April–Juni 1916.

### Panzerung

Panzerungsschema

Die Dreadnought war durchgehend mit Krupp-Verbundpanzerung versehen, sofern nicht anders angegeben. Ihr Wasserliniengürtel war 279 mm dick, verjüngte sich aber an seiner Unterkante auf 178 mm. Er reichte von der Rückseite der A-Barbette bis zur Mitte der Y-Barbette, war aber hinter der A-Barbette auf 229 mm reduziert. Eine 152 mm dicke Verlängerung verlief von der A-Barbette nach vorne zum Bug und eine ähnliche 101 mm starke Verlängerung verlief nach hinten zum Heck. Ein 203-mm-Schott war vom Ende des Hauptgürtels bis zur Seite der X-Barbette schräg nach innen geneigt, um die gepanzerte Zitadelle auf Höhe des Mitteldecks vollständig zu umschließen. Über dem Hauptgürtel befand sich ein 203 mm starker Gürtel, der jedoch nur bis zum Hauptdeck reichte. Ein großes Problem bei der Panzerung der Dreadnought bestand darin, dass die Oberseite des 280-mm-Gürtels bei normalem Tiefgang nur 0,6 m über der Wasserlinie lag, aber bei maximalem Tiefgang mehr als 300 mm untergetaucht war, was bedeutete, dass die Wasserlinie nur durch den oberen 203-mm-Gürtel geschützt war.
Die Turmfront und -seiten waren mit 280 mm Panzerung geschützt, während die Turmdächer mit 76 mm starker Krupp-Panzerung (KNC) versehen waren. Die freiliegenden Flächen der Barbetten waren 280 mm dick, aber die Innenflächen waren 203 mm über dem Hauptdeck. Die X-Barbette war rundum 203 mm dick. Unterhalb des Hauptdecks verringerte sich die Panzerung der Barbetten auf 100 mm, mit Ausnahme der Barbette A (203 mm) und Y, die weiterhin 280 mm stark waren. Die Stärke des Hauptdecks reichte von 19 bis 25 mm. Das Mitteldeck war in der Ebene 44 mm dick und 70 mm an der Stelle, an der es sich zur Unterkante des Hauptgürtels hin absenkte. Über dem Magazin für die Türme A und Y betrug die Panzerung 76 mm, sowohl in der Ebene als auch in der Schräge. Die Panzerung des Unterdecks war vorne 38 mm und an der Stelle, wo sie zum Schutz der Ruderanlage auf 76 mm anstieg, 50 mm dick.
Die Seiten des Kommandoturms waren 280 mm und das Dach 76 mm dick. Er hatte ein Kommunikationsrohr mit 203 mm breiten Wänden aus AHS-Stahl bis hinunter zur Sendestation auf dem Mitteldeck. Die Wände des Signalturms waren ebenfalls 203 mm stark, während er ein Dach aus 76 mm KNC-Panzerung hatte. Neben den Magazinen und Granatenräumen der Türme A, X und Y waren 50 mm starke Torpedoschotts angebracht, die neben den Türmen P und Q auf 100 mm verstärkt wurden, um deren Außenbordlage zu kompensieren. Wie alle großen Kriegsschiffe ihrer Zeit war auch die Dreadnought mit Torpedoschutznetzen ausgestattet, die jedoch schon früh im Krieg entfernt wurden, da sie erhebliche Geschwindigkeitseinbußen verursachten und von Torpedos mit Netzschneidern leicht überwunden werden konnten.

### Stromversorgung
Die Stromversorgung erfolgte über drei 100-kW-100-V-Gleichstromgeneratoren von Siemens, die von zwei Brotherhood-Dampf- und zwei Mirrlees-Dieselmotoren (später drei Dampf- und ein Dieselmotor) angetrieben wurden. Zu den Geräten, die mit 100-Volt-Gleichstrom- und 15-Volt-Gleichstromsystemen betrieben wurden, gehörten fünf Aufzüge, acht Bekohlungswinden, Pumpen, Ventilatoren, Beleuchtungs- und Telefonsysteme.

## Verbleib
Die Dreadnought wurde am 31. März 1920 zum Verkauf angeboten und am 9. Mai 1921 an Thos. W. Ward als eines von 113 Schiffen verkauft, die das Unternehmen zu einem Pauschalpreis von 2 Pfund 10 Schilling pro Tonne erwarb, der später auf 2 Pfund 4 Schilling pro Tonne reduziert wurde. Da die Dreadnought mit 16.650 Tonnen veranschlagt wurde, kostete sie Ward 36.630 Pfund, obwohl eine andere Quelle 44.750 Pfund angibt. Sie wurde nach ihrer Ankunft am 2. Januar 1923 auf dem neuen Firmengelände von Ward in Inverkeithing, Schottland, abgewrackt.